# Lobo da colúmbia britânica
O lobo da Colúmbia Britânica ( Canis lupus columbianus ) é uma subespécie do lobo cinzento que vive em uma região estreita que inclui as partes da costa continental e ilhas próximas à costa que são cobertas por florestas, que se estende da Ilha de Vancouver, Colúmbia Britânica, até o Arquipélago de Alexander, no sudeste do Alasca. Esta área é delimitada pelas Montanhas Costeiras.

## Taxonomia
O lobo foi classificado pela primeira vez como uma subespécie distinta em 1941 por Edward Goldman, que descreveu seu espécime como sendo grande, com um crânio muito semelhante ao de C. l. pambasileus e cujo pelo é geralmente de cor canela-amarelada.  Este lobo é reconhecido como uma subespécie de Canis lupus na autoridade taxonômica Mammal Species of the World (2005).
Estudos usando DNA mitocondrial indicaram que os lobos do sudeste costeiro do Alasca são geneticamente distintos dos lobos cinzentos do interior, refletindo um padrão também observado em outros táxons.  Eles mostram uma relação filogenética com lobos extirpados do sul (Oklahoma), indicando que esses lobos são os últimos remanescentes de um grupo outrora disseminado que foi amplamente extirpado durante o último século, e que os lobos do norte da América do Norte se expandiram originalmente de refúgios do sul abaixo da glaciação de Wisconsin depois que o gelo derreteu no final do Último Máximo Glacial.
Essas descobertas questionam a classificação taxonômica de C. l. nulibus proposta por Nowak.  Outro estudo descobriu que os lobos da costa da Colúmbia Britânica eram genética e ecologicamente distintos dos lobos do interior, incluindo outros lobos do interior da Colúmbia Britânica.  Um estudo dos três lobos costeiros indicou uma estreita relação filogenética entre regiões que são geográfica e ecologicamente contíguas, e o estudo propôs que Canis lupus ligoni ( lobo do Arquipélago de Alexander ), Canis lupus columbianus (lobo da Colúmbia Britânica) e Canis lupus crassodon ( lobo da Ilha de Vancouver ) deveriam ser reconhecidos como uma única subespécie de Canis lupus.
Em 2016, dois estudos compararam as sequências de DNA de 42.000 polimorfismos de nucleotídeo único em lobos cinzentos norte-americanos e descobriram que os lobos costeiros são genética e fenotipicamente distintos de outros lobos.  Eles compartilham o mesmo habitat e espécies de presas e formam um dos seis ecótipos identificados no estudo – uma população genética e ecologicamente distinta, separada de outras populações por seu tipo diferente de habitat.  A adaptação local de um ecótipo de lobo provavelmente reflete a preferência do lobo em permanecer no tipo de habitat em que nasceu.  Lobos que caçam peixes e pequenos veados em ambientes costeiros úmidos tendem a ser menores do que outros lobos.

## Descrição
O lobo da Colúmbia Britânica é uma das maiores subespécies de lobos norte-americanos. Eles pesam cerca de 80 (36 kg) a 150 libras (68 kg) e têm aproximadamente 5 pés (152 cm) a 5 pés 10 (178 cm) de comprimento. Esses lobos têm pelagens longas que geralmente são pretas, frequentemente misturadas com cinza ou marrom.